# Spermbirds
Gli Spermbirds sono una hardcore punk tedesca di Kaiserslautern. Formata nel 1982 dai membri della punk band Die Walterelf, divenne rapidamente una band hardcore punk veloce e aggressiva. 
La band si è sciolta nel 1988, ma si è riformata nel 1990 e ha pubblicato da quel momento un gran numero di album.

## Componenti
- Lee Hobson Hollis - voce
- Frank Rahm - chitarra
- Roger Ingenthron - chitarra
- Markus Weilemann - basso
- Matthias "Beppo" Götte - batteria

## Album studio
- 1986 - Something to Prove, (We Bite Records)
- 1987 - Nothing Is Easy, (We Bite Records)
- 1990 - Common Thread, (X-Mist Records)
- 1992 - Eating Glass, (X-Mist Records)
- 1992 - Joe, (X-Mist Records)
- 1994 - Shit For Sale, (G.U.N. Records)
- 1995 - Family Values (G.U.N. Records)
- 2004 - Set An Example, (Common Thread Records)

## Album live
- 1990 - Thanks, (Dead-Eye Records)
- 1996 - Get Off the Stage, (G.U.N. Records)

## EP live
- 1987 - Get on the Stage, (We Bite Records)

## Split
- 1985 - Don't Forget the Fun 7" split con Walterelf, (X-Mist Records)

## Raccolte
- 1997 - Coffee, Hair and Real Life